# Kriminalsagen Tove Andersen
Kriminalsagen Tove Andersen er en dansk film fra 1953. Filmen er bygget op efter en politirapport.
- Manuskript Paul Sarauw og John Olsen.
- Instruktion Sven Methling jun. og Aage Wiltrup.

Blandt de medvirkende kan nævnes:
- Preben Lerdorff Rye
- Ib Schønberg
- Ellen Gottschalch
- Svend Methling
- Preben Neergaard
- Annemette Svendsen
- Jakob Nielsen
- Karen Berg
- Vera Gebuhr
- Arthur Jensen
- Ove Sprogøe
- Karl Stegger
- Emil Hass Christensen
- Aage Winther-Jørgensen
- Carl Ottosen
- Tove Bang
- Else Jarlbak